# Boortsog

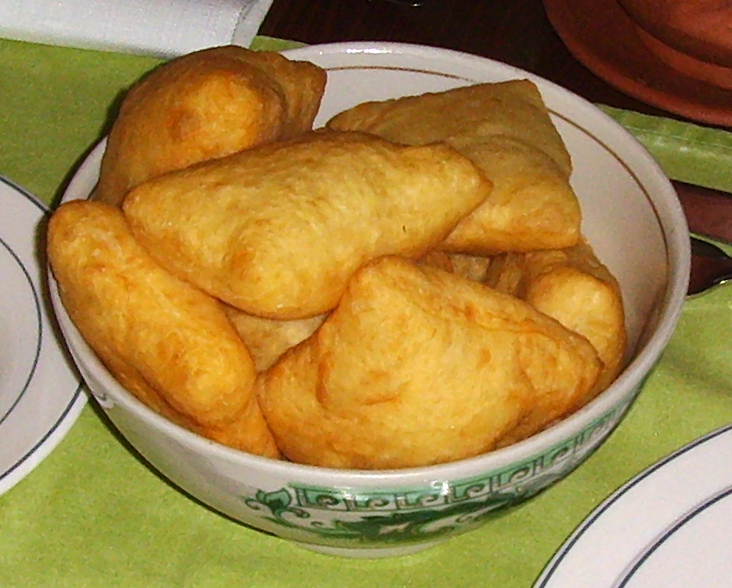
Baursaki.

Baursaki, boortsog, boorsoq o bawırsaq (kazajo: бауырсақ IPA: [bɑwərsɑq], Kirguistán: боорсок IPA: [bo ː rsóq], mongol: боорцог IPA: [pɔ ː rts əq ʰ], tártaro cirílico: бавырсак, latín: bawırsaq, uzbeko: bog'irsoq API: [bɒʁɨrsɒq]) son una gran variedad parecidas a las dónuts de las cocinas de Kazajistán y Mongolia principalmente. Consisten de masa frita, y se hacen en formas de esferas o triángulos. La masa consiste en harina, levadura, leche, huevos, margarina, sal, azúcar, y grasa. Baursaki es a menudo comido junto a una Çorba.

## Preparación
La masa para los boortsog se prepara con los ingredientes de una simple masa. Por ejemplo, una típica receta de Kirguistán: una parte de mantequilla, 7 partes de agua, y 6 partes de leche, junto con la levadura y la harina, mientras, añadir los huevos y el azúcar.

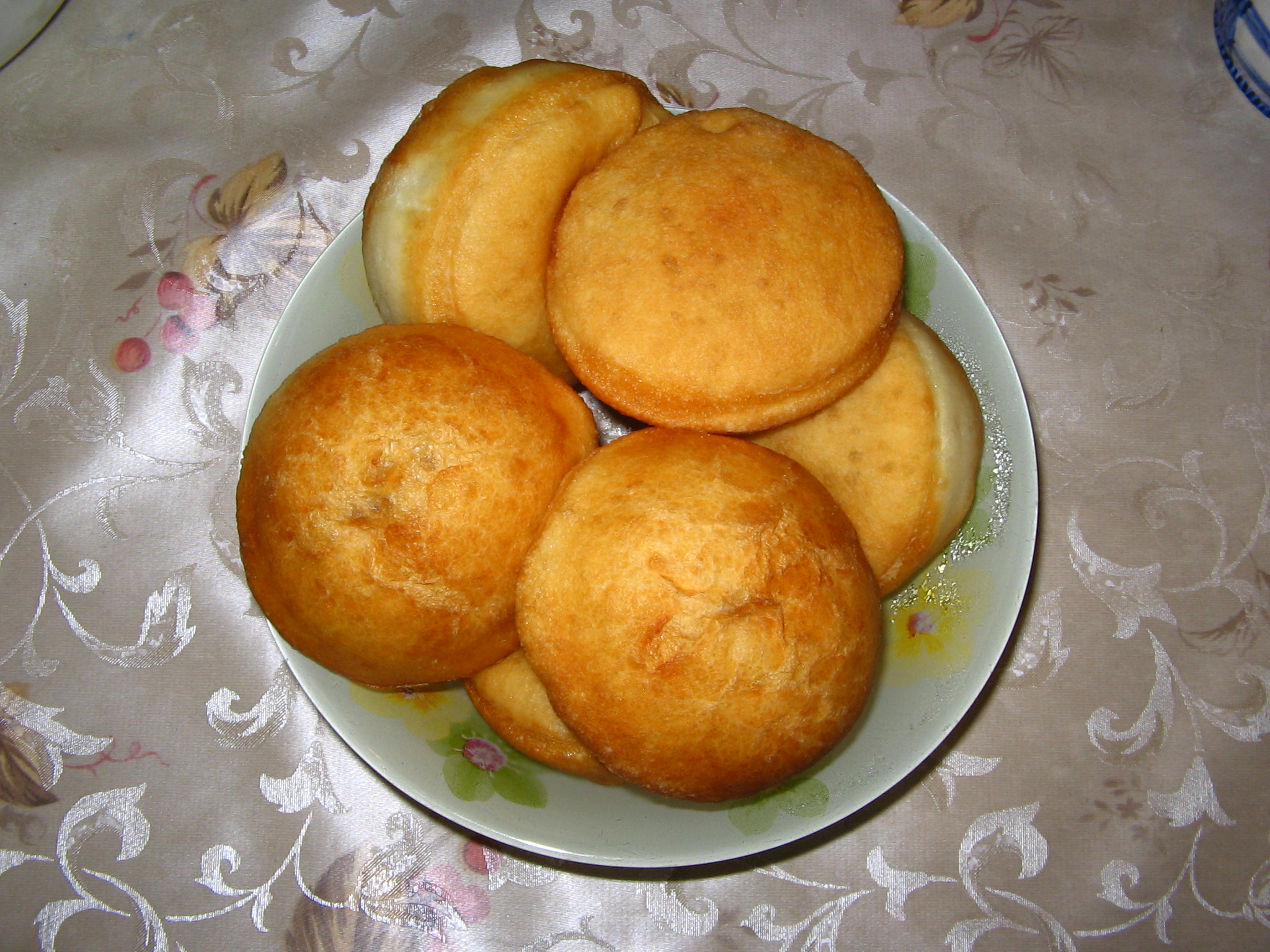
Boortsogs kazajos.

Los boortsogs se realizan mediante la reducción de la masa aplanada en pedazos. Aunque no se suele hacer en el Asia central, estas piezas pueden ser dobladas y anudadas en diversas formas, antes de ser fritas. Esto es especialmente común entre los mongoles. La grasa de cordero es tradicionalmente utilizada por los mongoles, le da más sabor al boortsog, pero el aceite vegetal puede ser sustituido.
A menudo, se come como un postre, con azúcar, mantequilla o miel. A veces los mongoles lo comen con el té como una tradición.